# Arbeiter-Sommerolympiade 1931/Handball
Bei den II. Arbeiterolympiade 1931 in Wien wurde zum zweiten ein Feldhandball-Wettbewerb der Männer ausgetragen. Es siegte im Finale die Österreich Mannschaft gegen die Deutsche.

## Resultate

### Gruppenspiel

#### Gruppe I
| Pl. | Land            | Sp. | S | U | N | Tore   | Diff. | Punkte |
| --- | --------------- | --- | - | - | - | ------ | ----- | ------ |
| 1.  | Deutsches Reich | 2   | 2 | 0 | 0 | 041:40 | +37   | 4      |
| 2.  | Polen           | 2   | 1 | 0 | 1 | 06:220 | −16   | 2      |
| 3.  | Ungarn          | 2   | 0 | 0 | 2 | 06:270 | −21   | 0      |

| Donnerstag, 23. Juli 1931 16:00 Uhr | Deutsches Reich | 19 : 1 | Polen | Cricketerplatz, Wien |
| Donnerstag, 23. Juli 1931 16:00 Uhr | (10 : 0)        |        |       | Cricketerplatz, Wien |
| Donnerstag, 23. Juli 1931 16:00 Uhr |                 |        |       | Cricketerplatz, Wien |

| Freitag, 24. Juli 1931 17:15 Uhr | Polen      | 5 : 3 | Ungarn      | Cricketerplatz, Wien |
| Freitag, 24. Juli 1931 17:15 Uhr | Kupper (3) |       | Tregely (2) | Cricketerplatz, Wien |
| Freitag, 24. Juli 1931 17:15 Uhr |            |       |             | Cricketerplatz, Wien |

| Samstag, 25. Juli 1931 17:15 Uhr | Deutsches Reich | 22 : 3   | Ungarn        | WAC-Platz, Wien |
| Samstag, 25. Juli 1931 17:15 Uhr | Lehnert (7)     | (11 : 1) | 3 Spieler (1) | WAC-Platz, Wien |
| Samstag, 25. Juli 1931 17:15 Uhr |                 |          |               | WAC-Platz, Wien |

#### Gruppe II
| Pl. | Land       | Sp. | S | U | N | Tore    | Diff. | Punkte |
| --- | ---------- | --- | - | - | - | ------- | ----- | ------ |
| 1.  | Österreich | 2   | 2 | 0 | 0 | 038:40  | +34   | 4      |
| 2.  | Schweiz    | 2   | 1 | 0 | 1 | 019:160 | +3    | 2      |
| 3.  | Belgien    | 2   | 0 | 0 | 2 | 02:390  | −37   | 0      |

| Donnerstag, 23. Juli 1931 17:15 Uhr | Schweiz | 16 : 1 | Belgien | Cricketerplatz, Wien |
| Donnerstag, 23. Juli 1931 17:15 Uhr | (6 : 0) |        |         | Cricketerplatz, Wien |
| Donnerstag, 23. Juli 1931 17:15 Uhr |         |        |         | Cricketerplatz, Wien |

| Freitag, 24. Juli 1931 18:30 Uhr | Belgien     | 1 : 23 | Österreich     | Cricketerplatz, Wien |
| Freitag, 24. Juli 1931 18:30 Uhr | Banwens (1) |        | Graffinger (6) | Cricketerplatz, Wien |
| Freitag, 24. Juli 1931 18:30 Uhr |             |        |                | Cricketerplatz, Wien |

| Samstag, 25. Juli 1931 16:00 Uhr | Schweiz     | 3 : 15   | Österreich  | WAC-Platz, Wien |
| Samstag, 25. Juli 1931 16:00 Uhr | Bundule (2) | (1 : 10) | Buresch (5) | WAC-Platz, Wien |
| Samstag, 25. Juli 1931 16:00 Uhr |             |          |             | WAC-Platz, Wien |

### Kreuzspiele
Diese Spiele waren nur Freundschaftsspiele und zählten nicht für die Arbeiterolympiade.
| Donnerstag, 23. Juli 1931 14:45 Uhr | Österreich | 18 : 2   | Ungarn | Cricketerplatz, Wien |
| Donnerstag, 23. Juli 1931 14:45 Uhr | Polzer (6) | (11 : 1) |        | Cricketerplatz, Wien |
| Donnerstag, 23. Juli 1931 14:45 Uhr |            |          |        | Cricketerplatz, Wien |

| Freitag, 24. Juli 1931 16:00 Uhr | Deutsches Reich | 20 : 2   | Schweiz                    | Cricketerplatz, Wien |
| Freitag, 24. Juli 1931 16:00 Uhr | Möller (7)      | (14 : 0) | Gindele & Benilleumier (1) | Cricketerplatz, Wien |
| Freitag, 24. Juli 1931 16:00 Uhr |                 |          |                            | Cricketerplatz, Wien |

| Samstag, 25. Juli 1931 16:00 Uhr | Polen       | 4 : 3 | Belgien      | Cricketerplatz, Wien |
| Samstag, 25. Juli 1931 16:00 Uhr | Duschaf (2) |       | Braffine (2) | Cricketerplatz, Wien |
| Samstag, 25. Juli 1931 16:00 Uhr |             |       |              | Cricketerplatz, Wien |

### Finale
| Deutsches Reich                                         | Deutsches Reich | Österreich | Österreich |
| ------------------------------------------------------- | --- | --- | ---------- |
| Deutsches Reich                                         | \| Finale \| \| Sonntag, 26. Juli 1931 um 16:00 in Wien (Praterstadion) \| \| Ergebnis: 9:10 (6:6) \| \| Zuschauer: 60 000 \| \| Schiedsrichter: Kunz ( Schweiz) \|                                                   | \| Finale \| \| Sonntag, 26. Juli 1931 um 16:00 in Wien (Praterstadion) \| \| Ergebnis: 9:10 (6:6) \| \| Zuschauer: 60 000 \| \| Schiedsrichter: Kunz ( Schweiz) \|                                                                       | Österreich |
| Deutsches Reich                                         | Berlin: Hoffmann ATV Vorwärts Bernburg: Besecke Halle (Saale): Wöhlmann Hannover: Grupe, Koch MTV Hannover-Hainholz: Küter, Möller Leipzig: Berthold, Sander Peine: Weidlich Turnerbund Jahn Schwenningen: Paul Kratt | Favoriten: Latter Feuerwehr: Christian, Meister, Millwey, Suck Fünfhaus: Graffinger Ottakring: Buresch, Flaschner, Raschka Arbeiter Turnverein in Stadlau: Bolzer Strassenbahn: Bobenberger Ersatz: Feuerwehr: Heitzinger Fünfhaus: Türle | Österreich |
| Deutsches Reich                                         | Berthold (3) Möller (2) Gruber (2) Küte 2 | 2. Halbzeit Millwey Türle Latter Heitzinger Bolzer (3) Christian (3) Suck (3) Buresch (1) | Österreich |
| Finale                                                  | | |            |
| Sonntag, 26. Juli 1931 um 16:00 in Wien (Praterstadion) | | |            |
| Ergebnis: 9:10 (6:6)                                    | | |            |
| Zuschauer: 60 000                                       | | |            |
| Schiedsrichter: Kunz ( Schweiz)                         | | |            |

## Endstand
| Rang    | Land            |
| ------- | --------------- |
|         | Österreich      |
|         | Deutsches Reich |
|         | Polen           |
| Schweiz |                 |
| 5       | Ungarn          |
| 5       | Belgien         |